# Nestlé Milk Chocolate
Nestlé Milk Chocolate — плиточный молочный шоколад, производившийся швейцарской компанией Nestlé с 1880 по 2016 год. Продавался во многих странах мира. Оригинальная формула была изобретена в 1875 году основателем Анри Нестле.

## Предыстория
Молочный шоколад Nestlé был создан как конкурент более устоявшемуся и североамериканскому лидеру сегмента шоколадных батончиков Hershey’s и даже был создан в той же форме, что и их конкурент. Наиболее близкий к Hershey’s продукт — Nestlé Crunch, очень похожий на молочный шоколад Nestlé. Основное отличие в том, что в Nestlé Crunch есть воздушный рис, а в молочном шоколаде Nestlé его нет. Аналогичный продукт, Yorkie, изначально был создан британской фирмой Rowntree of York.
Nestlé также производит множество других марок шоколада или шоколадного сиропа.

## Распространение
Шоколад Nestlé распространялся в батончиках по 1,45 унции (41,1 г) и в коробках по 24 штуки.